# Vanda-Station
Koordinaten: 77° 31′ S, 161° 40′ O

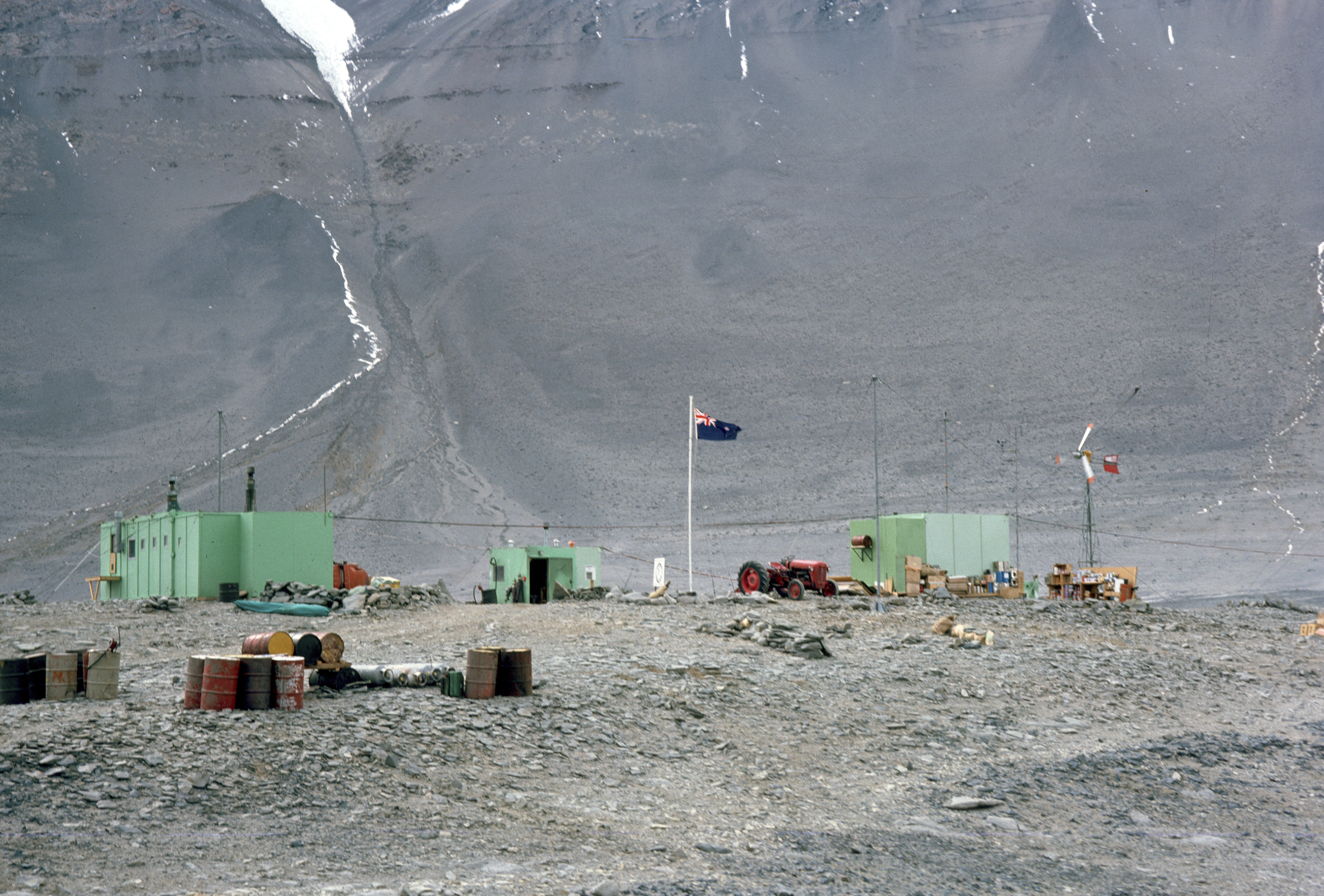
Gebäude der Vanda-Station im Jahr 1975

Die Vanda-Station war eine Forschungsstation Neuseelands in Antarktika. Sie lag an der Mündung des Onyx River in das östliche Ende des Vandasees im Wright Valley im ostantarktischen Viktorialand.

## Geschichte
Vorläufer der Station war ein Feldlager, das von Wissenschaftlern der neuseeländischen Scott Base in den antarktischen Sommermonaten 1967/68 errichtet wurde. Im Jahr 1969 erfolgte die Eröffnung als Ganzjahresstation. Nach dem antarktischen Winter 1970 wurde sie zu einer reinen Sommerstation umfunktioniert. 1984/85 wurde die Station erweitert. Durch den Anstieg des Wasserspiegels im Vandasee drohte die Station überflutet zu werden und wurde 1995 schließlich abgerissen.